# آشر ويلش
آشر ويلش (بالإنجليزية: Asher Welch)‏ هو لاعب كرة قدم جامايكي في مركز الهجوم، ولد في 16 أبريل 1944 في كينغستون في جامايكا. لعب مع Baltimore Bays ‏.

## وصلات خارجية
- آشر ويلش على موقع ناشيونال فوتبول تيمز (الإنجليزية)